# Saint-Maurice (Alt Marne)
Saint-Maurice és un municipi francès situat al departament de l'Alt Marne i a la regió del Gran Est. L'any 2007 tenia 135 habitants.

## Demografia

### Població
El 2007 la població de fet de Saint-Maurice era de 135 persones. Hi havia 56 famílies de les quals 8 eren unipersonals (4 homes vivint sols i 4 dones vivint soles), 26 parelles sense fills i 22 parelles amb fills.
La població ha evolucionat segons el següent gràfic:
Habitants censats

### Habitatges
El 2007 hi havia 58 habitatges, 58 eren l'habitatge principal de la família i 1 estava desocupat. 57 eren cases i 1 era un apartament. Dels 58 habitatges principals, 54 estaven ocupats pels seus propietaris, 2 estaven llogats i ocupats pels llogaters i 1 estava cedit a títol gratuït; 5 tenien tres cambres, 16 en tenien quatre i 36 en tenien cinc o més. 52 habitatges disposaven pel capbaix d'una plaça de pàrquing. A 18 habitatges hi havia un automòbil i a 37 n'hi havia dos o més.

### Piràmide de població
La piràmide de població per edats i sexe el 2009 era:
| Homes | Edats   | Dones |
| ----- | ------- | ----- |
| 0     | 95 o +  | 0     |
| 0     | 90 a 94 | 0     |
| 0     | 85 a 89 | 4     |
| 0     | 80 a 84 | 0     |
| 0     | 75 a 79 | 0     |
| 0     | 70 a 74 | 0     |
| 8     | 65 a 69 | 8     |
| 0     | 60 a 64 | 0     |
| 4     | 55 a 59 | 4     |
| 4     | 50 a 54 | 8     |
| 16    | 45 a 49 | 16    |
| 0     | 40 a 44 | 4     |
| 0     | 35 a 39 | 4     |
| 4     | 30 a 34 | 0     |
| 0     | 25 a 29 | 8     |
| 0     | 20 a 24 | 12    |
| 8     | 15 a 19 | 12    |
| 4     | 10 a 14 | 4     |
| 4     | 5 a 9   | 4     |
| 0     | 0 a 4   | 4     |

## Economia
El 2007 la població en edat de treballar era de 102 persones, 73 eren actives i 29 eren inactives. De les 73 persones actives 66 estaven ocupades (36 homes i 30 dones) i 6 estaven aturades (3 homes i 3 dones). De les 29 persones inactives 15 estaven jubilades, 7 estaven estudiant i 7 estaven classificades com a «altres inactius».

### Ingressos
El 2009 a Saint-Maurice hi havia 53 unitats fiscals que integraven 131 persones, la mediana anual d'ingressos fiscals per persona era de 19.979 €.

### Activitats econòmiques
Dels 3 establiments que hi havia el 2007, 1 era d'una empresa de construcció, 1 d'una empresa de comerç i reparació d'automòbils i 1 d'una empresa de serveis.
L'únic servei als particulars que hi havia el 2009 era un establiment de lloguer de cotxes.

## Poblacions més properes
El següent diagrama mostra les poblacions més properes.